# Sal iodado

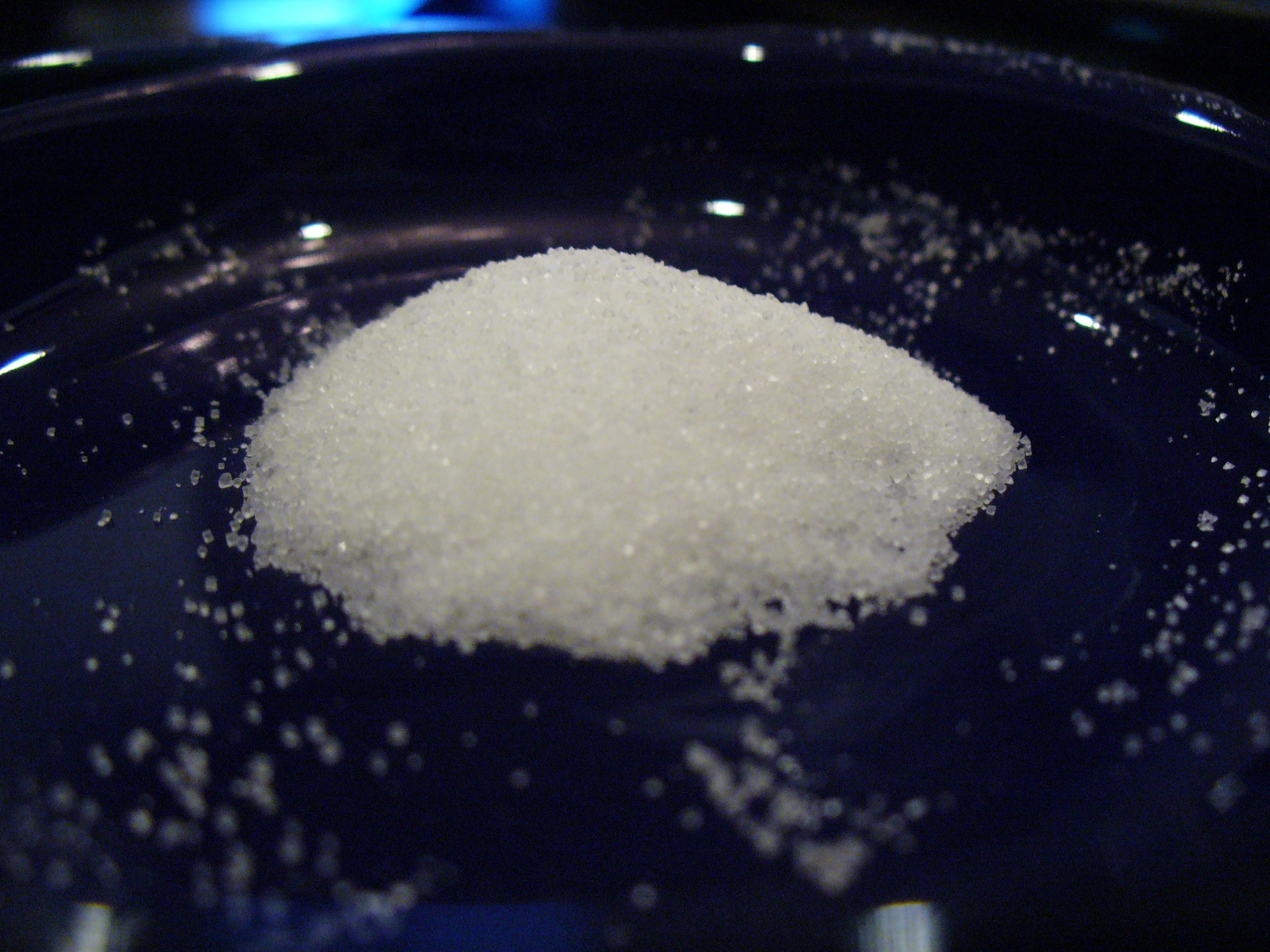
Sal iodado

Sal iodado é sal de cozinha (composto principalmente por NaCl) misturado com pequenas quantidades de vários sais do elemento iodo. A ingestão de iodo previne a deficiência de iodo. Ao redor do mundo, deficiência de iodo afeta cerca de dois bilhões de pessoas e é líder das causas previníveis de deficiências mentais e intelectuais. A deficiência também causa problemas nas glândulas tiroides, incluindo bócio endêmico. Em muitos países, deficiência de iodo é um grande problema de saúde pública que pode ser facilmente tratado pelo acréscimo de pequenas quantidades de iodo ao cloreto de sódio.
Iodo é um micronutriente e mineral que é naturalmente presente nos alimentos de algumas regiões, especialmente perto de costas, mas é geralmente bastante raro na crosta terrestre, já que iodo é um elemento pesado (tendo a maior massa atômica dos elementos necessários para a vida de mamíferos), e a abundância de elementos geralmente diminui com o aumento da massa atômica. Onde níveis naturais de iodo no solo são baixos e não são absorvidos por vegetais, o iodo no sal iodado fornece a pequena mas essencial quantidade de iodo necessária para humanos.
Um pacote aberto de sal de cozinha iodado pode rapidamente perder seu conteúdo de iodo por oxidação e sublimação do iodo.

## Química, bioquímica e aspectos nutricionais
Quatro compostos inorgânicos são usados como fontes de iodo, dependendo do produtor: iodato de potássio, iodeto de potássio, iodato de sódio e iodeto de sódio. Qualquer um desses compostos fornece o iodo necessário para a biossíntese dos hormônios tiroxina (T4) e triiodotironina (T3) pela tireoide. Animais também se beneficiam de suplementos de iodo, e o  diidroiodeto de etilenodiamina [5700-49-2] é o principal suplemento da alimentação de gado.
Sal é um bom distribuidor de iodo para o público porque ele não estraga e é consumido em quantidades mais previsíveis do que outros produtos. Por exemplo, a concentração de iodo no sal tem aumentado gradualmente na Suíça: 3.75 mg/kg em 1952, 7.5 mg/kg em 1962, 15 mg/kg em 1980, 20 mg/kg em 1998, e 25 mg/kg em 2014. Esses aumentos mostraram melhoramento no consumo de iodo na população.
Sal que é iodado com iodeto pode lentamente perder seu conteúdo de iodo pela exposição excessiva ao ar por longos períodos de tempo. O iodeto halogênio, com tempo e exposição a oxigênio e dióxido de carbono, lentamente oxida, se tornando carboneto metálico e iodo elementar, que então evapora.

## Produção
Sal comestível pode ser iodado por pulverização de iodato de potássio ou uma solução de iodeto de potássio. 60 ml de iodado de potássio, custando cerca de 1,15 dólares (em 2006), é necessário para iodar uma tonelada de sal. Dextrose (glicose) é adicionado como estabilizador para prevenir que o iodeto de potássio oxide e evapore. Agentes contra-aglutinação como silicato de cálcio são frequentemente usados em sal de cozinha para prevenir aglutinação.

## História
O primeiro programa mundial de sal iodado foi desenvolvido na Suíça em 1922, depois de estudos de Heinrich Bircher, Heinrich Hunziker e Otto Bayard.